# 新鶴見機関区
新鶴見機関区（しんつるみきかんく）は、神奈川県川崎市幸区小倉の新鶴見信号場構内にある日本貨物鉄道（JR貨物）の車両基地・乗務員基地である。管轄下に本機関区の分所であり運転士が所属する甲府派出がある。かつては東京都八王子市に八王子派出があったが、2008年に甲府派出と統合、廃止された。また、2001年に川崎機関区を統合して川崎派出としていたが、2016年に本区に統合し、廃止された。

## 主な施設
- 新鶴見機関区神社
  - 新鶴見機関区の機関区神社は、1942年（昭和17年）当時の職員が新鶴見機関区の安全を祈願して手造りで建立された。2008年（平成20年）4月吉日には全面修築され、安全の塔は安全の鐘に改修された。新形式車が完成し新鶴見機関区に入区すると、大抵この神社前で記録撮影される。
- 神奈川臨海鉄道新鶴見運輸所
  - 新鶴見機関区、及び新鶴見信号場の機関車誘導等を受託している。

## 配置車両に表示される略号
「新」 - 新鶴見を意味する「新」から構成される。
※ 「新」の区名札は本来当機関区の所属を示すものであるが、東日本旅客鉄道（JR東日本）新津運輸区所属の機関車C57形180号機にも同様の区名札が使用された。

## 所属車両
原則電気機関車のみが配置され、関東地方の幹線を中心に高速貨物列車などの牽引にあたる。
2022年（令和4年）3月現在の配置車両は以下のとおり。

### 電気機関車
EF65形
1000番台1両、2000番台24両の計25両（1001・2060・2063・2065 - 2068・2070・2074・2080・2081・2083 - 2092・2096・2097・2101・2127号機）が配置されている。
このうち2127号機は2023年11月7日に大宮総合車両センターに入場した。
EF210形
100番台42両、300番台13両の計55両（103 - 125・132 - 136・142・143・150 - 152・155・161 - 164・170 - 173・344- 348・357-364号機）が配置されている。342号機は吹田機関区に転属している。

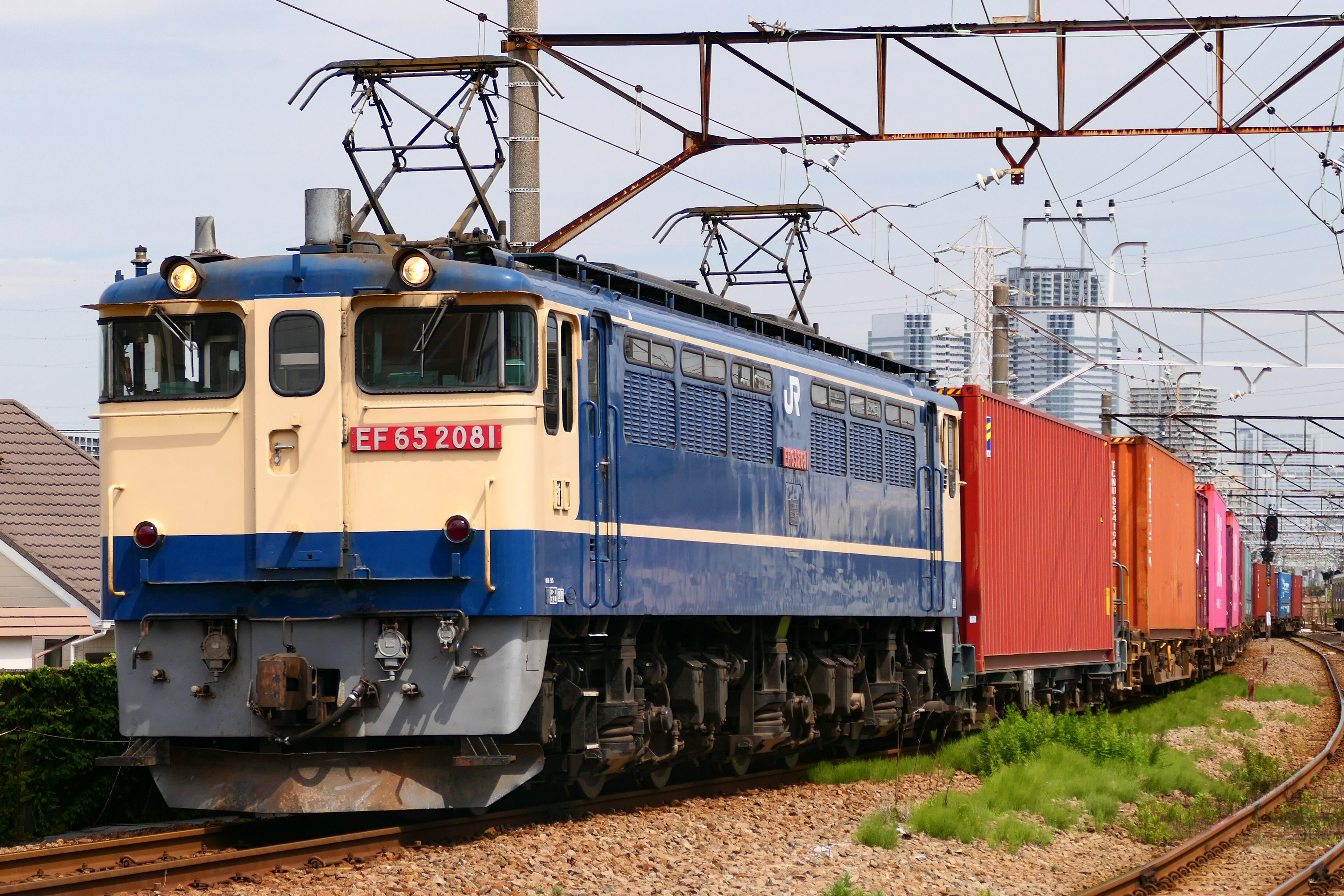
EF65形2000番台 （2023年6月1日 尻手駅）
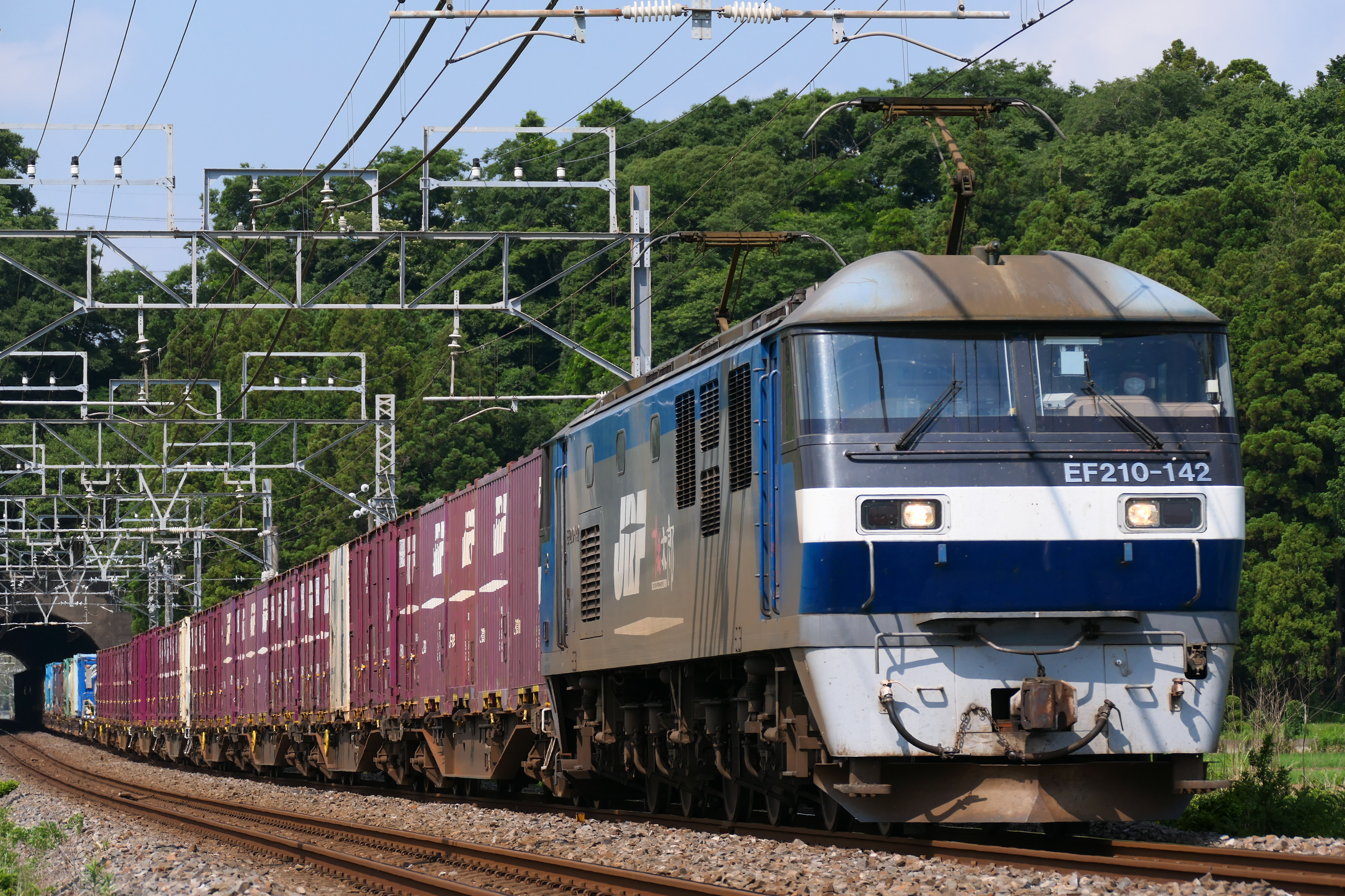
EF210形100番台旧塗装 （2021年6月10日 佐倉駅 - 物井駅間）
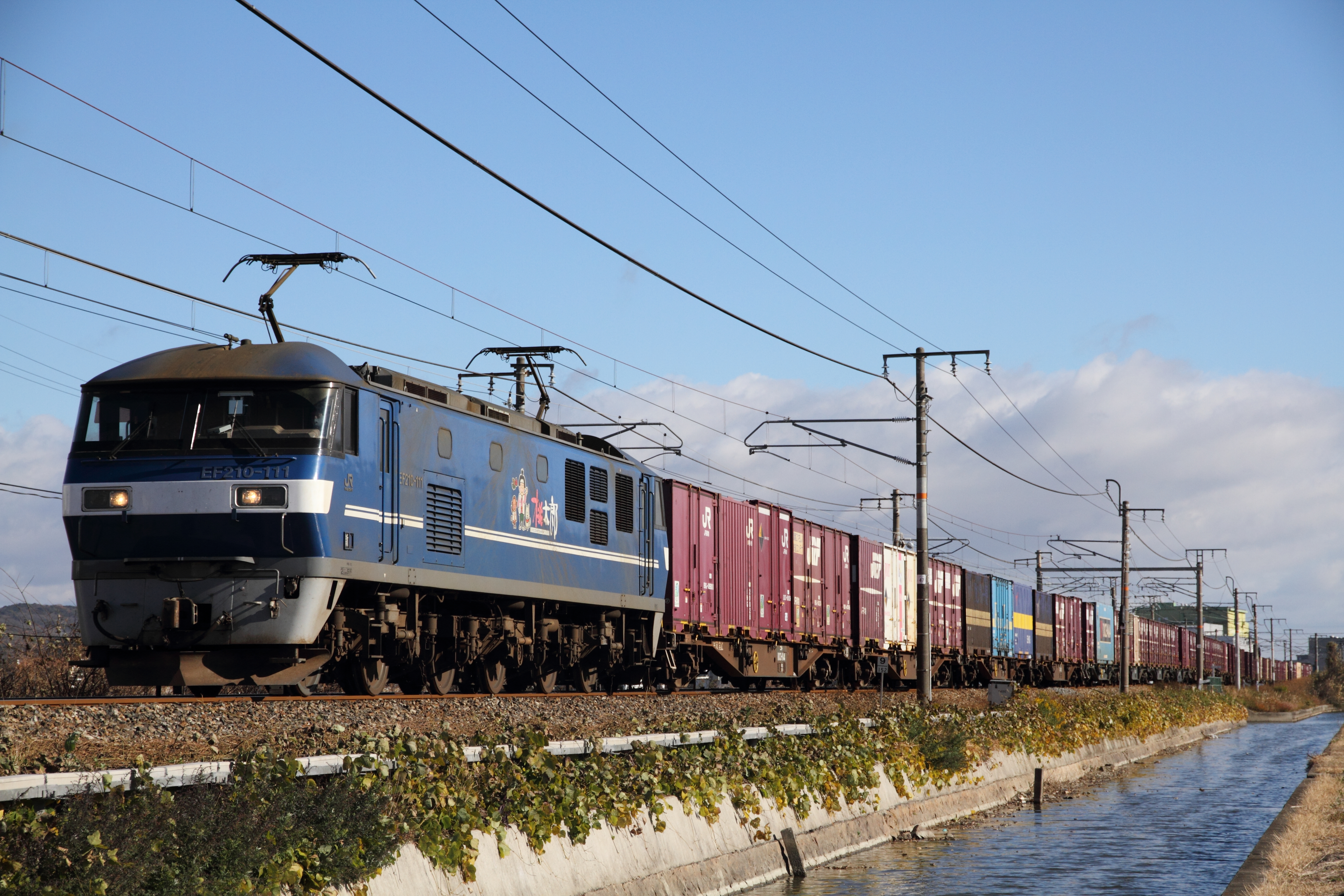
EF210形100番台新塗装 （2021年12月18日 庭瀬駅 - 中庄駅間）
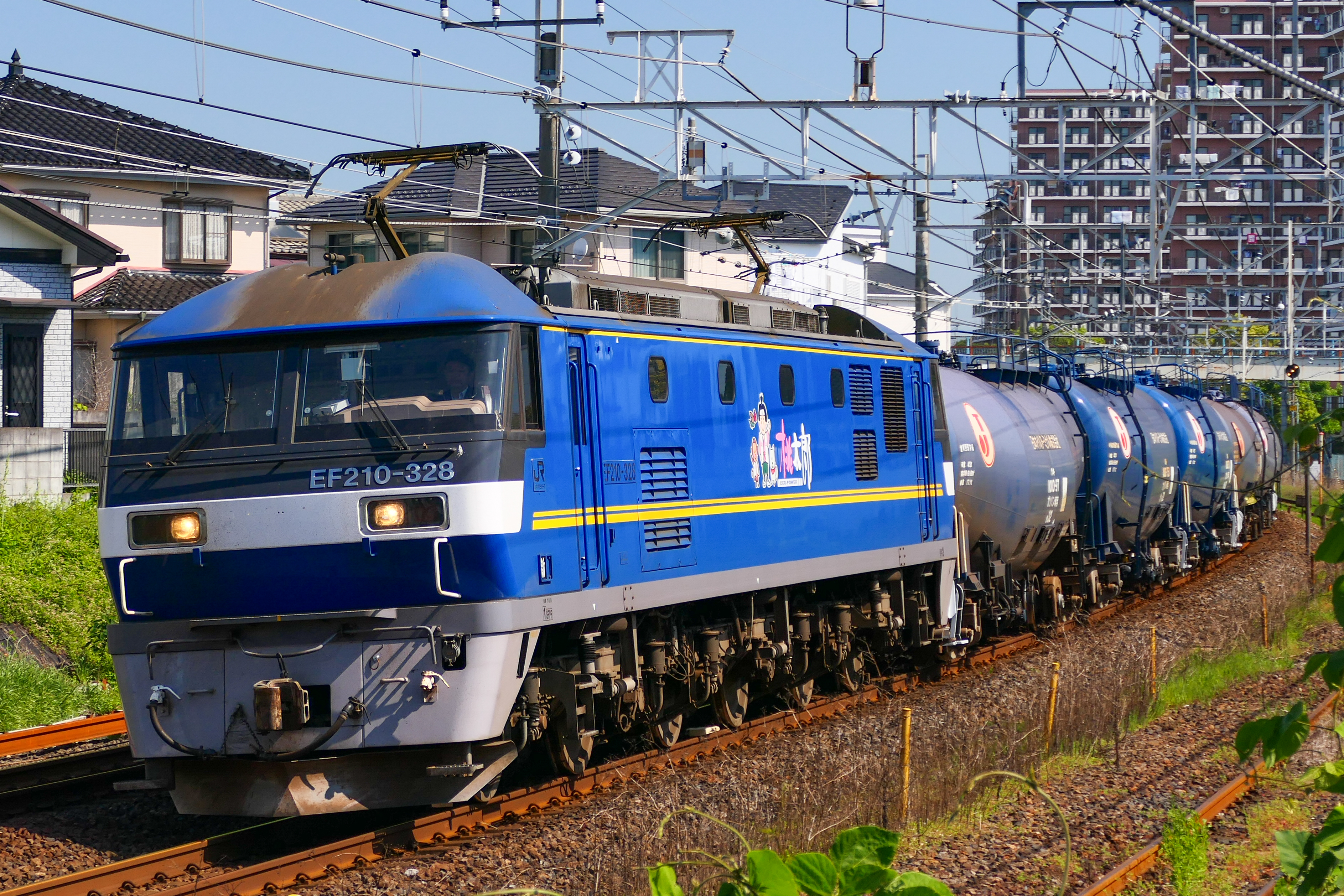
EF210形300番台 （2023年5月10日 東鷲宮駅 - 久喜駅間）

### ディーゼル機関車
DE10形
1500番台2両（1622・1666号機）が配置されている。
DE11形
2000番台4両（2001 - 2004）が配置されている。
このうち2002号機は2023年11月7日に大宮総合車両センターに入場した。

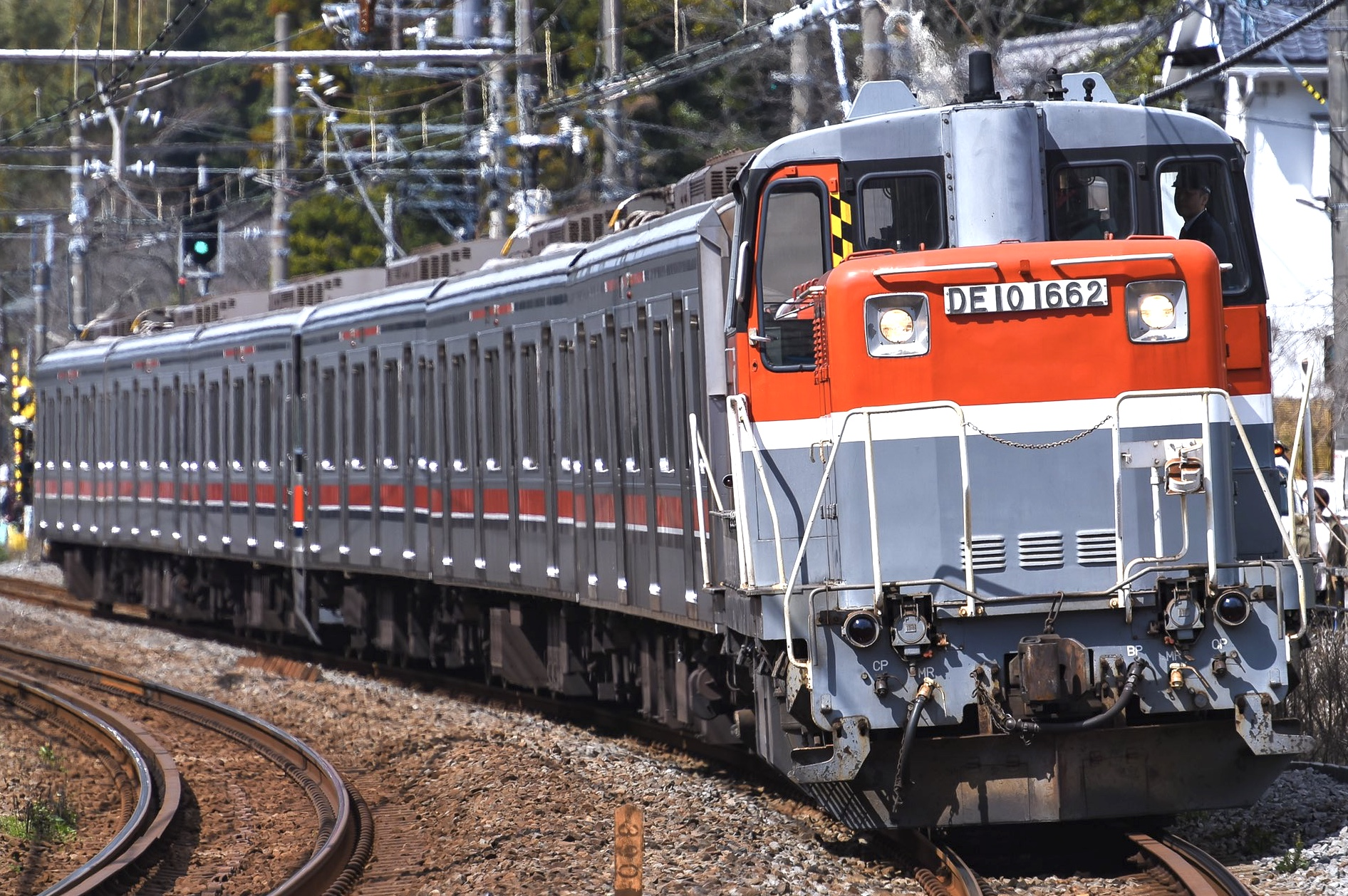
DE10 1662 （2020年3月13日 北鎌倉駅 - 鎌倉駅間）
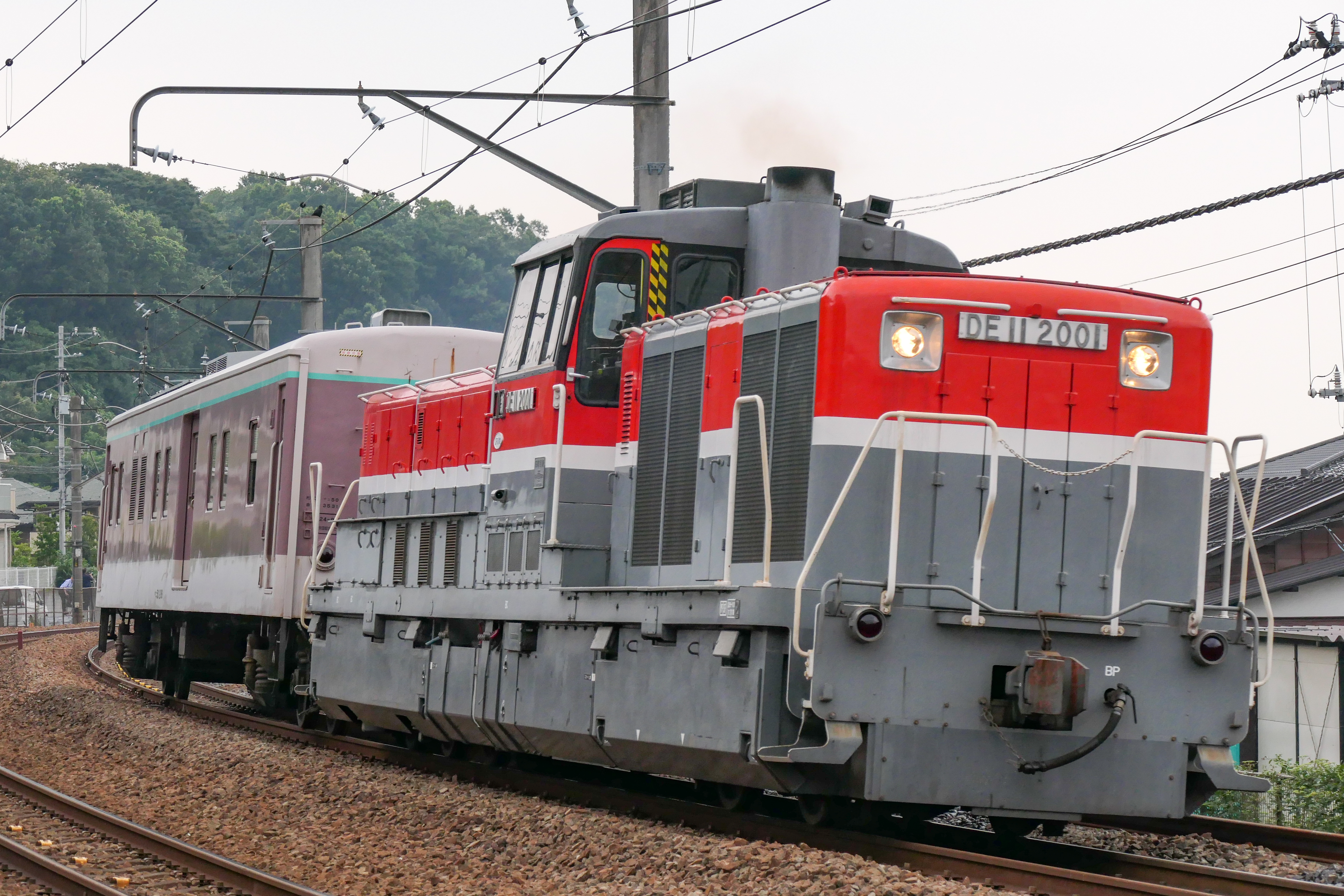
DE11 2001 （2019年6月29日 片倉駅 - 八王子みなみ野駅間）

### ハイブリッド機関車
HD300形
900番台1両、0番台23両の計24両（901・1 - 15・17・29 - 35・37号機）が配置されている。

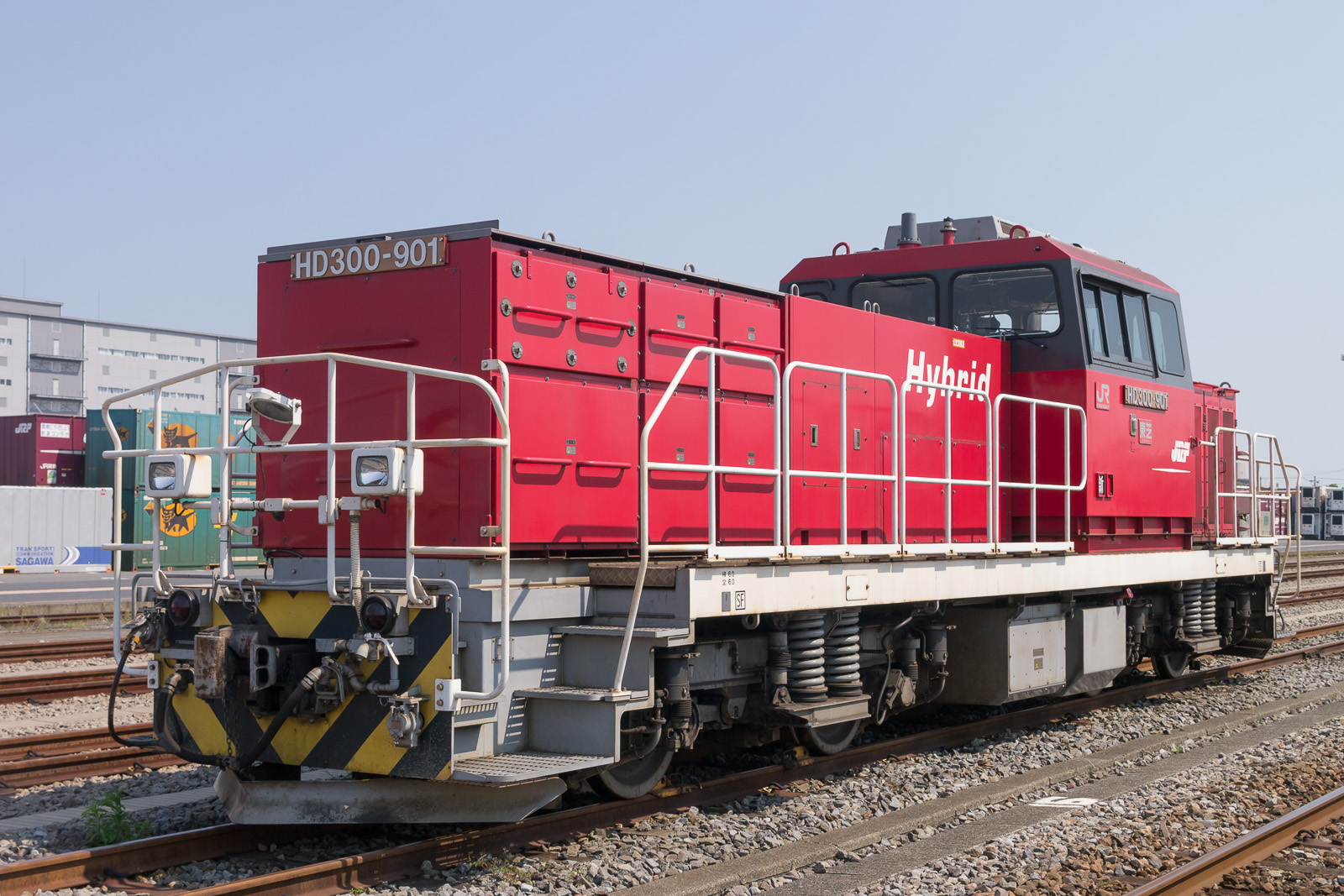
HD300-901 （2013年5月5日 東京貨物ターミナル駅）
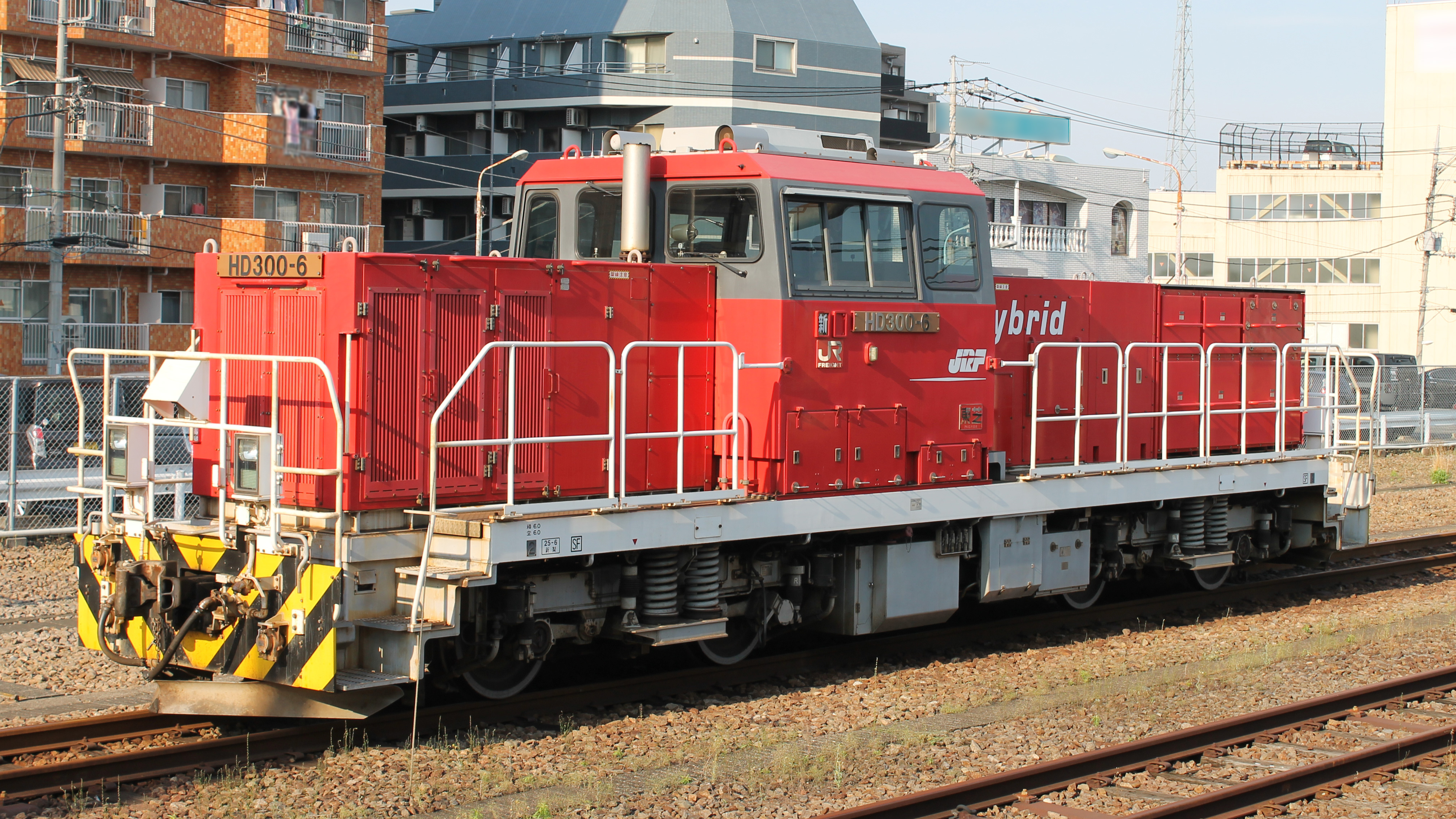
HD300-6 （2022年5月18日 八王子駅）

## 歴史
- 1929年（昭和4年）8月21日- 高島庫新鶴見分庫開設[5]、当初は主に新鶴見操車場の入換を担当する蒸気機関車を配置
- 1933年（昭和8年）1月21日 - 高島庫新鶴見分庫より新鶴見機関庫に昇格[6]、東海道本線及び山手線の貨物列車運用を高島庫から分離継承
- 1936年（昭和11年）9月1日 - 新鶴見機関区に改称、高島機関区（港湾区域周辺の小運転及び入換を主担当）から幹線運用を移管継承
- 1950年（昭和25年）9月 - 品鶴線電化により電気機関車EF13を配置開始
- 1965年（昭和35年）12月 - 操車場入換用にディーゼル機関車DD13を配置開始
- 1970年（昭和45年）10月 - 高島線電化により定期運用の無煙化完了
- 1971年（昭和46年）6月 - 最後のD51が転出し蒸気機関車無配置となる

- 1985年（昭和60年）3月14日 - 東京機関区の電気機関車無配置化に伴い、東京発着の優等旅客列車運用のうち、寝台特急「出雲」と「瀬戸」、寝台急行「銀河」の牽引仕業などを集約継承[7]　他に「出雲」の間合い運用で新大阪発着の「彗星」も担当、機関車の走行範囲は東京から下関に至る。
- 1986年（昭和61年）11月1日 - 「出雲」・「瀬戸」などの機関車運用担当を田端運転所に移管
- 1987年（昭和62年）4月1日 - 国鉄分割民営化に伴い、日本貨物鉄道（JR貨物）関東支社新鶴見機関区となる
- 2001年（平成13年）4月1日 - 川崎機関区を統合し、川崎派出とする[8]。
- 2016年（平成28年）3月31日 - 川崎派出を廃止し、ディーゼル機関車の検修業務を本区に移管[8]。

## 川崎派出
新鶴見機関区川崎派出（しんつるみきかんくかわさきはしゅつ）とは、過去に神奈川県川崎市川崎区の東海道本線貨物支線（通称：東海道貨物線）川崎貨物駅構内に設けられていた新鶴見機関区管轄の車両基地である。業務の一部を神奈川臨海鉄道に委託していた。2016年（平成28年）3月31日付で廃止となり、ディーゼル機関車の検修業務は本区に統合された。

### 配置車両に表示される略号
略号は「新」であった。なお、川崎機関区時代は「川」であった。

### 配置車両
ディーゼル機関車が配置され、主に関東地方の貨物駅で貨車の入換作業などを行っていた。

#### ディーゼル機関車
- DE10形

1000番台1両、1500番台2両、3000番台1両の計4両（1189・1662・1666・3509号機）が配置されていた。
- DE11形

2000番台4両（2001 - 2004号機）が配置されていた。

## 甲府派出
新鶴見機関区甲府派出（しんつるみきかんくこうふはしゅつ）とは、山梨県甲府市にある新鶴見機関区管轄の乗務員基地である。

### 歴史

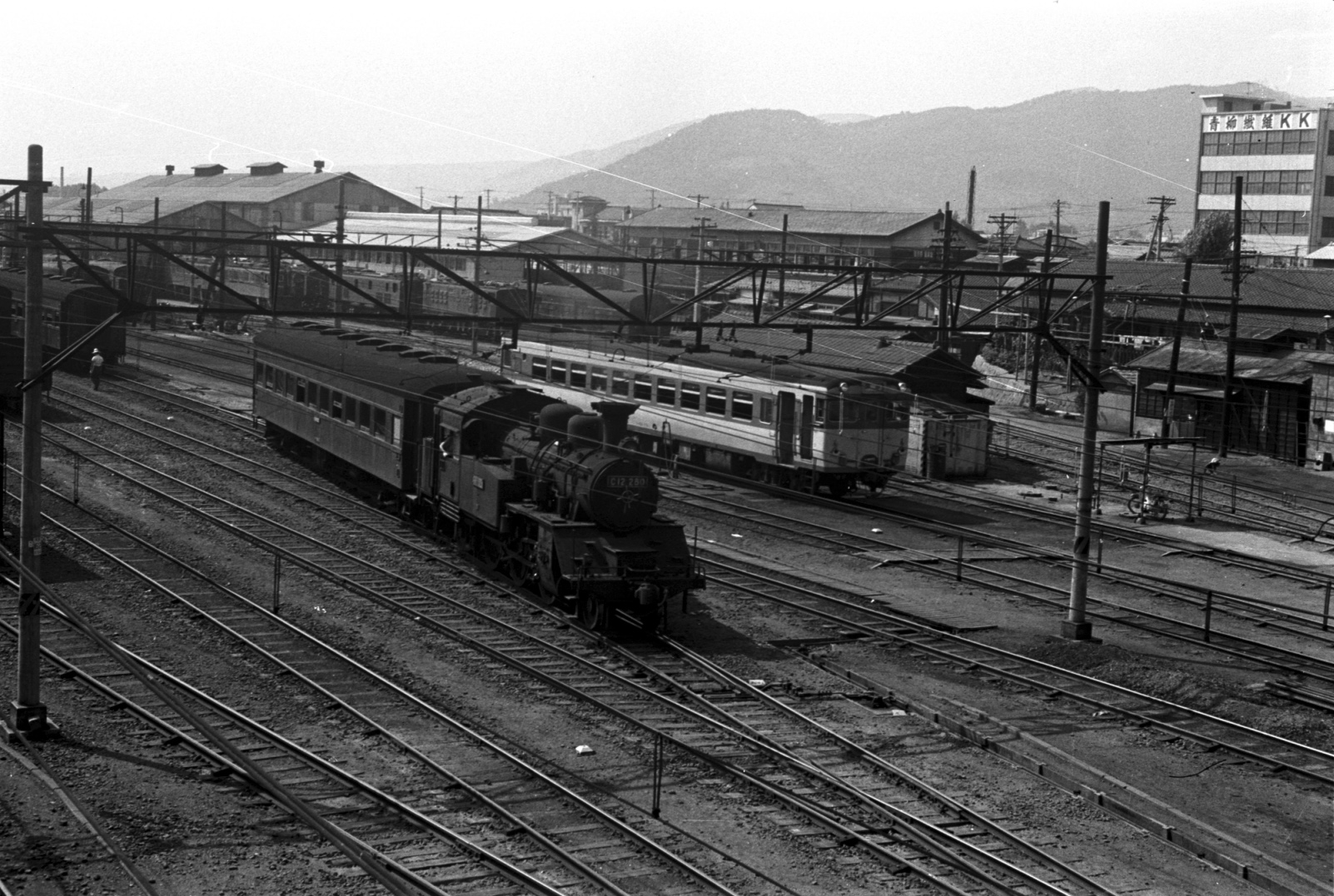
昭和41年7月の甲府機関区。当時まだ甲府以西が未電化で、電気機関車と蒸気機関車の付け替えを行なっていた。

かつては同所に甲府機関区（こうふきかんく）があり、中央本線の全面電化前は同区で電気機関車と蒸気機関車の交換を行なっていた。全面電化後も笹子峠等の勾配対策や身延線用にEF64形が配備されていたが、国鉄末期の合理化や駅周辺整備のため1984年に甲府運転区に組織の改編が行われ、同時に貨物駅も竜王駅に集約されている。1985年3月改正により身延線用として残っていたEF64 56・57の配置もなくなった。その後、新鶴見機関区に吸収され、同派出のみが残された。機関区の線路は1990年頃に撤去され、甲府駅北口にある当時の機関区事務所が東日本旅客鉄道（JR東日本）甲府総合事務所（甲府運輸区が入居）として唯一当時の名残を残していたが、再開発に絡みその後総合事務所は移転し、機関区時代からの建物は閉鎖・解体された。

### 甲府機関区時代に配置されていた機関車

#### 蒸気機関車
- - 2100形 -（在籍1931年）
  - 2120形 -（在籍1931 - 1955年）
  - 9600形 -（在籍1931 - 1941年）
  - D51形 -（在籍1941年、1951 - 1965年）
  - D50形 -（在籍1943 - 1951年）
  - C12形 -（在籍1957 - 1970年）
  - C11形 -（在籍1959年）
  - 「国鉄動力車配置表』1931年より1965年までの1945年を除く隔年分から『世界の鉄道』1967年、朝日新聞社。
  - 『機関車表』2013年、沖田祐作、ネコパブリッシング

#### 電気機関車
- - ED14形  -（在籍1931 - 1943年）
  - ED17形  -（在籍1931 - 1967年）
  - ED16形  -（在籍1933 - 1953年）
  - EF11形  -（在籍1937 - 1943年、1949 - 1957年）
  - ED53形-ED19形 -（在籍1939 - 1947年）
  - 200形-ED20形 -（在籍1939 - 1947年）
  - 210形-ED21形 -（在籍1939 - 1953年）
  - デキ500形 -（在籍1947年）
  - ED18形 -（在籍1947 - 1953年）
  - EF10形  -（在籍1949年、1953 - 1955年）
  - EF14形 -（在籍1951 - 1959年）
  - EF52形 -（在籍1953 - 1957年）
  - EF13形  -（在籍1957 - 1971年）
  - ED60形 -（在籍1959年、1963 - 1965年）
  - ED61形 -（在籍1959 - 1967年）
  - EF60形 -（在籍1965年）
  - EF64形 -（在籍1967年）
  - ED13形
  - EF15形
  - EH10形（性能試験による一時的な貸出）
- 「国鉄動力車配置表』1931年より1967年までの1945年を除く隔年分から『世界の鉄道』1969年、朝日新聞
- 「機関車表」2013年、沖田祐作、ネコパブリッシング
- 「沿革誌　設立100周年記念」2003、甲府運転区

## 保存車両
- ワム80000形貨車（ハワム287734）

運転士見習他の訓練車として使用されている。

## 過去の保存車
- 西武E41形電気機関車（E44）

長らく現地に保存されていたものの、2015年11月29日に搬出された。
- DE11形ディーゼル機関車

構内に静態保存されていたが、屋根がなかったことから、酷く色褪せ車体は朽ちてしまっていた。2007年末に解体された。
- DE15形ディーゼル機関車

上記のDE11形の隣に静態保存されていた。機関車本体に加え、ラッセルヘッドが一端頭、二端頭ともに装着されていた。やはり屋根もなく風雨に晒されていたために、酷く色褪せ車体は朽ちてしまっていた。2007年末にDE11形とともに解体された。